# Margaretha van Frankrijk (1310-1382)
Margaretha van Frankrijk (ca. 1312 - 9 mei 1382), ook Margaretha van Artesië genoemd, was een Franse prinses uit de dynastie van de Capetingen. Door haar huwelijk met graaf Lodewijk I van Vlaanderen was ze vanaf 1322 gravin van Vlaanderen en nam zij de regering na de dood van haar man in 1346 op zich als voogd van haar zoon Lodewijk van Male. Door de dood van haar kinderloze verwant Filips van Rouvres werd ze in 1361 bovendien gravin van Artesië en vrijgravin van Bourgondië.

## Leven
Margaretha kwam als tweede dochter van de latere Franse koning Filips V en paltsgravin Johanna II van Bourgondië, gravin van Artesië ter wereld. Overeenkomstig de afspraken van het verdrag van Parijs, trouwde Margaretha op 21 juli 1320 met Lodewijk I, de latere graaf van Vlaanderen, Nevers en Rethel. De verbintenis zou de pas gesloten vrede tussen Lodewijks grootvader, de Vlaamse graaf Robert III, en Margaretha's vader Filips bezegelen. Margaretha was de drijvende kracht achter het huwelijk van haar zoon Lodewijk met Margaretha van Brabant, dochter van hertog Jan III van Brabant. Nadat haar zoon mondig was geworden, zorgde ze voor een vasthouden aan de Frans-Vlaamse alliantie. Daarnaast was ze als bemiddelaarster tussen haar zoon en het opstandige Gent actief, doch kon de strijd tijdens haar leven niet bijleggen gezien de Gentse leider Jacob van Artevelde de kant van Engeland koos.

Nadat haar man in 1346 in de slag bij Crécy was gevallen, nam zij de politieke verantwoordelijkheid voor zijn gebieden op zich. Na de dood van Lodewijk was Margaretha onverzoenbaar met alles wat Engels was. Ze zette alles in het werk om haar kleindochter Margaretha van Male te laten trouwen met een Franse prins. Ze zette haar zinnen op Filips van Rouvres, de kleinzoon van haar oudere zus Johanna, een Capetinger, een geslacht waartoe ook zij behoorde.

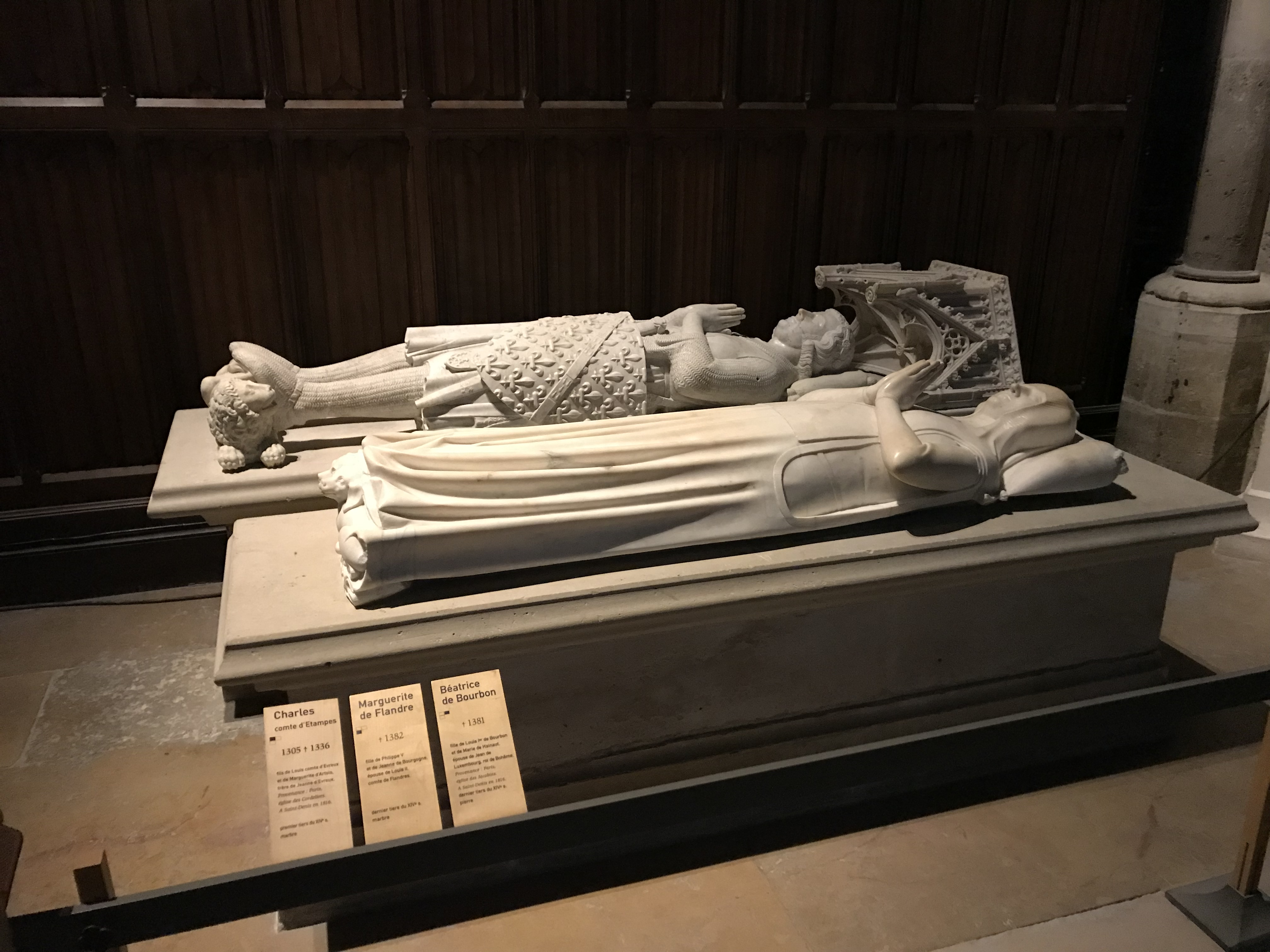
Grafsteen (vooraan) van Margaretha in de Saint-Denis

Toen Filips van Rouvres  in 1361 kinderloos stierf, erfde ze Bourgondië en het graafschap Artesië. In haar hoedanigheid als gravin van Artesië en Bourgondië had zij een groot aandeel in het in 1369 gesloten huwelijk tussen haar kleindochter Margaretha van Male en de Bourgondische hertog Filips de Stoute.
Na haar dood op 9 mei 1382 werd Margaretha van Frankrijk in de graftombe van de Franse koningen, de kathedraal van Saint-Denis in Parijs, ter aarde besteld.

## Voorouders
| Voorouders van Margaretha van Frankrijk | Voorouders van Margaretha van Frankrijk                                         | Voorouders van Margaretha van Frankrijk                                         | Voorouders van Margaretha van Frankrijk                                         | Voorouders van Margaretha van Frankrijk                                         | Voorouders van Margaretha van Frankrijk                                         | Voorouders van Margaretha van Frankrijk                                         | Voorouders van Margaretha van Frankrijk                                         | Voorouders van Margaretha van Frankrijk                                         |
| --------------------------------------- | ------------------------------------------------------------------------------- | ------------------------------------------------------------------------------- | ------------------------------------------------------------------------------- | ------------------------------------------------------------------------------- | ------------------------------------------------------------------------------- | ------------------------------------------------------------------------------- | ------------------------------------------------------------------------------- | ------------------------------------------------------------------------------- |
| Overgrootouders                         | Filips III van Frankrijk (1245-1285) ∞ 1262 Isabella van Aragón (1247-1271)     | Filips III van Frankrijk (1245-1285) ∞ 1262 Isabella van Aragón (1247-1271)     | Hendrik I van Navarra (1240-1274) ∞ 1269 Blanca van Artesië (1248-1302)         | Hendrik I van Navarra (1240-1274) ∞ 1269 Blanca van Artesië (1248-1302)         | Hugo van Chalon (1220-1266) ∞ 1236 Adelheid van Bourgondië (1209-1279)          | Hugo van Chalon (1220-1266) ∞ 1236 Adelheid van Bourgondië (1209-1279)          | Robert II van Artesië (1250-1302) ∞ 1262 Amicia van Courtenay (1250-1275)       | Robert II van Artesië (1250-1302) ∞ 1262 Amicia van Courtenay (1250-1275)       |
| Grootouders                             | Filips IV van Frankrijk (1268-1314) ∞ 1284 Johanna I van Navarra (1273-1305)    | Filips IV van Frankrijk (1268-1314) ∞ 1284 Johanna I van Navarra (1273-1305)    | Filips IV van Frankrijk (1268-1314) ∞ 1284 Johanna I van Navarra (1273-1305)    | Filips IV van Frankrijk (1268-1314) ∞ 1284 Johanna I van Navarra (1273-1305)    | Otto IV van Bourgondië (1248-1303) ∞ 1285 Mathilde van Artesië (1270-1329)      | Otto IV van Bourgondië (1248-1303) ∞ 1285 Mathilde van Artesië (1270-1329)      | Otto IV van Bourgondië (1248-1303) ∞ 1285 Mathilde van Artesië (1270-1329)      | Otto IV van Bourgondië (1248-1303) ∞ 1285 Mathilde van Artesië (1270-1329)      |
| Ouders                                  | Filips V van Frankrijk (1293-1332) ∞ 1307 Johanna II van Bourgondië (1291-1330) | Filips V van Frankrijk (1293-1332) ∞ 1307 Johanna II van Bourgondië (1291-1330) | Filips V van Frankrijk (1293-1332) ∞ 1307 Johanna II van Bourgondië (1291-1330) | Filips V van Frankrijk (1293-1332) ∞ 1307 Johanna II van Bourgondië (1291-1330) | Filips V van Frankrijk (1293-1332) ∞ 1307 Johanna II van Bourgondië (1291-1330) | Filips V van Frankrijk (1293-1332) ∞ 1307 Johanna II van Bourgondië (1291-1330) | Filips V van Frankrijk (1293-1332) ∞ 1307 Johanna II van Bourgondië (1291-1330) | Filips V van Frankrijk (1293-1332) ∞ 1307 Johanna II van Bourgondië (1291-1330) |

- Bibliothèque nationale de France: cb165757322 (data)
- Gemeinsame Normdatei: 1268054798
- Nationale Bibliotheek van Tsjechië: jo20241212611
- Système universitaire de documentation: 264283015
- Virtual International Authority File: 232093979